# L'Ombre de ton sourire
L'Ombre de ton sourire (The Shadow of Your Smile) est un roman policier américain de Mary Higgins Clark paru en 2010.

## Résumé
Olivia Morrow sait sa fin proche : l'heure est venue de révéler un terrible secret familial qu'elle est la seule à connaître. Qui pourrait en effet soupçonner sa cousine Catherine, une religieuse en voie de béatification, d'avoir eu un enfant, à dix-sept ans, et de l'avoir abandonné ? La petite-fille de Catherine, Monica, doit hériter de la fortune colossale de son grand-père, mais, pour qu'elle puisse en bénéficier, Olivia doit lui dire la vérité sur ses origines, rompant ainsi la promesse faite à sa cousine et déshonorant sa mémoire. Non sans risque, car certains n'ont aucun intérêt à ce que cette histoire éclate au grand jour...